# Moisés Naím
Moisés Naím (Tripoli, 5 luglio 1952) è uno scrittore e giornalista venezuelano, membro dell'International Economics Program del Carnegie Endowment for International Peace.

## Biografia
Nato nel 1952, Moisés Naim è Distinguished Fellow dell'International Economics Program del Carnegie Endowment for International Peace, giornalista di fama internazionale i cui scritti sono stati pubblicati dalle principali testate di tutto il mondo e autore di oltre dieci libri. Nel 2013, la rivista inglese Prospect lo ha indicato come uno dei più importanti pensatori del mondo. Nel 2014, Moisés Naím è stato inserito fra i primi 100 più influenti “leader del pensiero” dal GDI, Gottlieb Duttweiler Institute, per il lavoro svolto nel suo ultimo libro, La fine del potere.
È stato caporedattore della rivista Foreign Policy per quattordici anni (1996-2010). Dal 2011 è regista e presentatore di “Efecto Naím Archiviato il 9 maggio 2014 in Internet Archive.”, un programma televisivo sulla politica internazionale trasmesso ogni settimana in tutta l'America Latina dall'emittente NTN24. Nel 2010 è stato insignito del premio Ortega y Gasset per il suo importante contributo al giornalismo in lingua spagnola.
È stato Ministro del Commercio e dell'Industria del Venezuela, nel governo di Carlos Andrés Pérez nel 1989. È stato Direttore Esecutivo della Banca Mondiale.

## Formazione
Moisés Naím ha studiato presso la Universidad Metropolitana di Caracas. Dopo la laurea, si è iscritto al Massachusetts Institute of Technology, dove ha ottenuto sia una laurea specialistica sia un dottorato.

## Attività pubblica
Naím è stato professore di strategia di business ed economia industriale presso l'Instituto de Estudios Superiores de Administración (IESA), la più importante facoltà di economia e centro di ricerca del Venezuela, con sede a Caracas. Ne è stato anche preside fra il 1979 e il 1988.
Dal 1989 al 1990 è stato Ministro del Commercio e dell'Industria del Venezuela. Ha scritto di questa sua esperienza nel libro del 1993 Paper Tigers and Minotaurs e ne ha parlato in un'intervista con la giornalista Mirtha Rivero.

## Carriera giornalistica
Moises Naím è l'editorialista di punta per la politica internazionale di El País, il quotidiano a maggior tiratura in Spagna. La sua rubrica, “The Global Observer”, è pubblicata anche in Italia (La Repubblica), Francia (Slate.fr) e sui principali giornali latino-americani. 
Fra le altre pubblicazioni, gli scritti di Naím sono apparsi sul New York Times, Washington Post, Newsweek, TIME, Le Monde, Berliner Zeitung e molte altre testate, rendendolo in uno degli editorialisti esperti di economia internazionale e geopolitica più letto degli ultimi anni.
Nel 1996, Naím è diventato caporedattore della rivista Foreign Policy. Sotto la sua guida, il giornale è riuscito a rilanciarsi, vincendo per ben tre volte il National Magazine Award for General Excellence. Naím ha voluto restare all'avanguardia modificando il format della rivista, inserendo fotografie e opere d'arte di impatto, aumentando la frequenza di pubblicazione, lanciando edizioni in altre lingue e promuovendo il nuovo sito Web, ForeignPolicy.com.
Nel 2008 Naím ha completato con successo la vendita della rivista al Gruppo del Washington Post, pur rimanendone il caporedattore fino al 2010.

## Efecto Naím
“Efecto Naím” è una trasmissione televisiva settimanale che offre una visione unica sul mondo e la sua evoluzione. In qualità di regista e conduttore, Naím presenta brevi reportage sulle tendenze globali e intervista leader politici, scientifici e culturali di primo piano. “Efecto Naím” è trasmesso in tutta l'America Latina ogni domenica su DirecTV (NTN24).

## Partecipazioni
Naím è fondatore e presidente del Gruppo dei Cinquanta, nonché membro del consiglio di amministrazione del National Endowment for Democracy, Population Action International e dell'Open Society Foundations. Partecipa inoltre al Council on Foreign Relations, l'Atlantic Council, l'Inter-American Dialogue e il World Economic Forum.

## Premi e riconoscimenti
Nel 2014, il Gottlieb Duttweiler Institute ha inserito Naím fra i 100 “leader di pensiero” più influenti del mondo per il suo lavoro in La fine del potere.
Nel 2013 è stato nominato uno dei più importanti pensatori del mondo dalla rivista inglese Prospect.
Nel 2013 ha ricevuto una laurea honoris causa, dall'American University.
Nel 2011 Naím è stato insignito del premio giornalistico Ortega y Gasset, il riconoscimento più prestigioso per il giornalismo in lingua spagnola, per i successi raggiunti e l'eccellenza della sua carriera professionale.
Sotto la sua guida come redattore per quattordici anni (1996-2010), la rivista Foreign Policy ha ottenuto per tre volte il National Magazine Award for General Excellence.
Nel 2003 la Repubblica di Argentina ha insignito Naím del prestigioso Ordine di maggio con il grado di Comandante, una delle più alte onorificenze concesse dal Paese a personalità straniere.
Nel 1991 Francesco Cossiga, Presidente della Repubblica italiana, ha conferito a Naím l'Ordine al Merito nazionale con il grado di Commendatore.
Nel 1990 François Mitterrand, Presidente della Repubblica francese, ha insignito Naím dell'Ordine al Merito nazionale con il grado di Grande Ufficiale (29 giugno 1991).
Nel 1985, Moisés Naím ha ricevuto l'Ordine di Andres Bello dalla Repubblica del Venezuela.

## Opere
- Naím è autore o curatore di oltre dieci libri su temi legati alla geopolitica, l'economia internazionale e lo sviluppo economico.
- Nel 2005, il suo libro Illecito. Come trafficanti, falsari e mafie internazionali stanno prendendo il controllo dell'economia globale è stato selezionato dal Washington Post come uno dei migliori saggi dell'anno. Il testo è stato pubblicato in quattordici lingue ed è stato di ispirazione per un documentario, vincitore di un Emmy Award, prodotto da National Geographic Film and Television nel 2010.

Il libro più recente di Naím è La fine del potere. Dai consigli di amministrazione ai campi di battaglia, dalle chiese agli stati, perché il potere non è più quello di un tempo (2013), dove sostiene che il potere è diventato "più facile da ottenere, più difficile da usare e più semplice da perdere" a causa dell'esplosione demografica, l'aumento della mobilità fra Paesi e un cambiamento nelle norme culturali. Sia il Financial Times sia il Washington Post lo hanno indicato come uno dei migliori libri del 2013. Bill Clinton ha affermato che La fine del potere "cambierà il vostro modo di leggere le notizie, il modo in cui pensate alla politica e il modo in cui guardate il mondo".George Soros ha dichiarato che questo “straordinario nuovo libro si rivelerà di grande interesse per tutti coloro che hanno una posizione di potere, dirigenti, politici, alte cariche militari, attivisti e persino leader religiosi. Darà il via a un intenso e importante dibattito a livello mondiale”. E Fernando Henrique Cardoso ha commentato: "Durante la mia esperienza come presidente del Brasile ho potuto osservare di persona molte delle tendenze che Naím identifica nel suo libro, ma l'autore le descrive in modo tanto originale quanto estremamente piacevole da leggere. Tutti coloro che hanno potere o desiderino ottenerlo, dovrebbero leggerlo". La fine del potere è stato tradotto in oltre dieci lingue, tra le quali italiano, arabo, cinese e portoghese. È stato inoltre ampiamente recensito su quotidiani e riviste come, solo per citare alcuni esempi, il Washington Post, The Economist, Reason Magazine, El Pais ed Exame.

### Libri
Naím, Moisés (2022).Il tempo dei tiranni
Naím, Moisés (2018). Dos Espías en Caracas.
Naím, Moisés (2016). Ripensare il mondo: 111 sorprese del 21º secolo.
Naím, Moisés (2013). La fine del potere. Dai consigli di amministrazione ai campi di battaglia, dalle chiese agli stati, perché il potere non è più quello di un tempo.
Naím, Moisés (2006). Illecito. Come trafficanti, falsari e mafie internazionali stanno prendendo il controllo dell'economia globale.
Smith, Gordon (2000). Altered States: Globalization, Sovereignty, and Governance. IDRC Books.
Tulchin, Joseph (1999). Competition Policy, Deregulation and Modernization in Latin America. Lynne Rienner Publishers.
Edwards, Sebastian (1998). Mexico 1994: Anatomy of an Emerging-Market Crash. Carnegie Endowment for International Peace.
Goodman, Louis W.; Forman, Johanna Mendelson; Tulchin, Joseph S. & Bland, Gary (1995). Lessons of the Venezuelan Experience.
Woodrow Wilson Center Press. (1993). Paper Tigers and Minotaurs: The Politics of Venezuela's Economic Reforms. Carnegie Endowment for International Peace.

### Selezione di articoli
"The Most Important Alliance You've Never Heard of." The Atlantic. 17 febbraio 2014
"The Message of Protests." Bloomberg Businessweek. 27 giugno 2014
"Hugo Chavez, RIP: He Empowered the Poor and Gutted Venezuela." Bloomberg Businessweek. 5 marzo 2013.
"Mafia States: Organized Crime Takes Office." Foreign Affairs. Maggio/Giugno 2012.
"Rogue Aid." Foreign Policy. 1º marzo 2007.
"Five Wars of Globalization" Foreign Policy. 1º gennaio 2003.
"The Real Story Behind Venezuela's Woes" Journal of Democracy. 2001.
"Washington Consensus or Washington Confusion?" Foreign Policy. Primavera 2000.
"Latin America: Post Adjustment Blues" Foreign Policy. 1995.
Rubrica settimanale su El Pais
Rubrica settimanale su Slate.fr
Rubrica settimanale su Estadao Archiviato il 27 luglio 2020 in Internet Archive.
Tutte le sue colonne in italiano